# Holothuria
Holothuria Linnaeus, 1758 è un genere di animali echinodermi; comprende alcuni esemplari noti volgarmente come cetrioli di mare che vivono sui fondali marini di tutto il mondo.
Alcune popolazioni orientali si cibano di alcune specie di oloturia che vengono commercializzate con il nome malese di trepang.

## Tassonomia

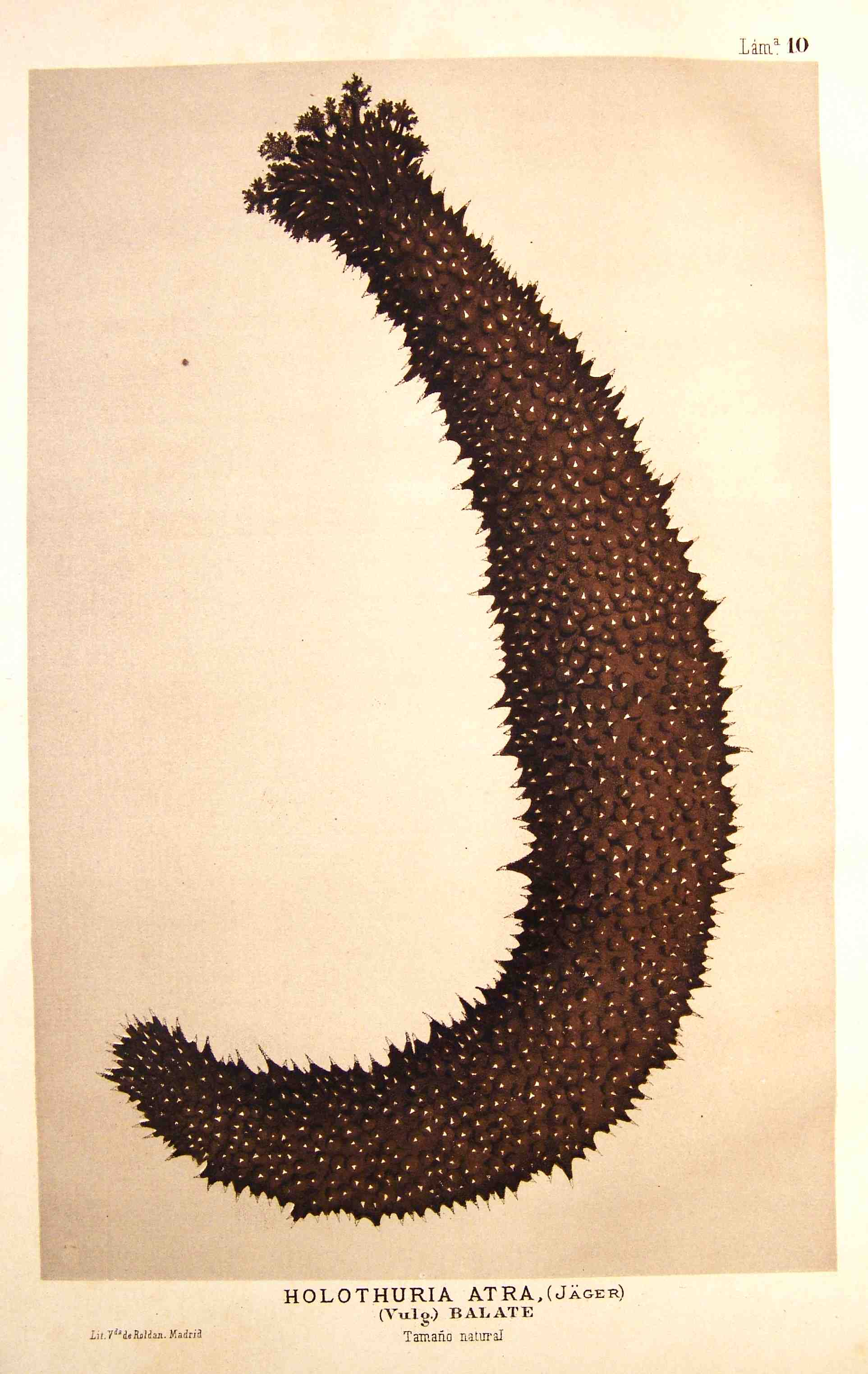
Holothuria atra

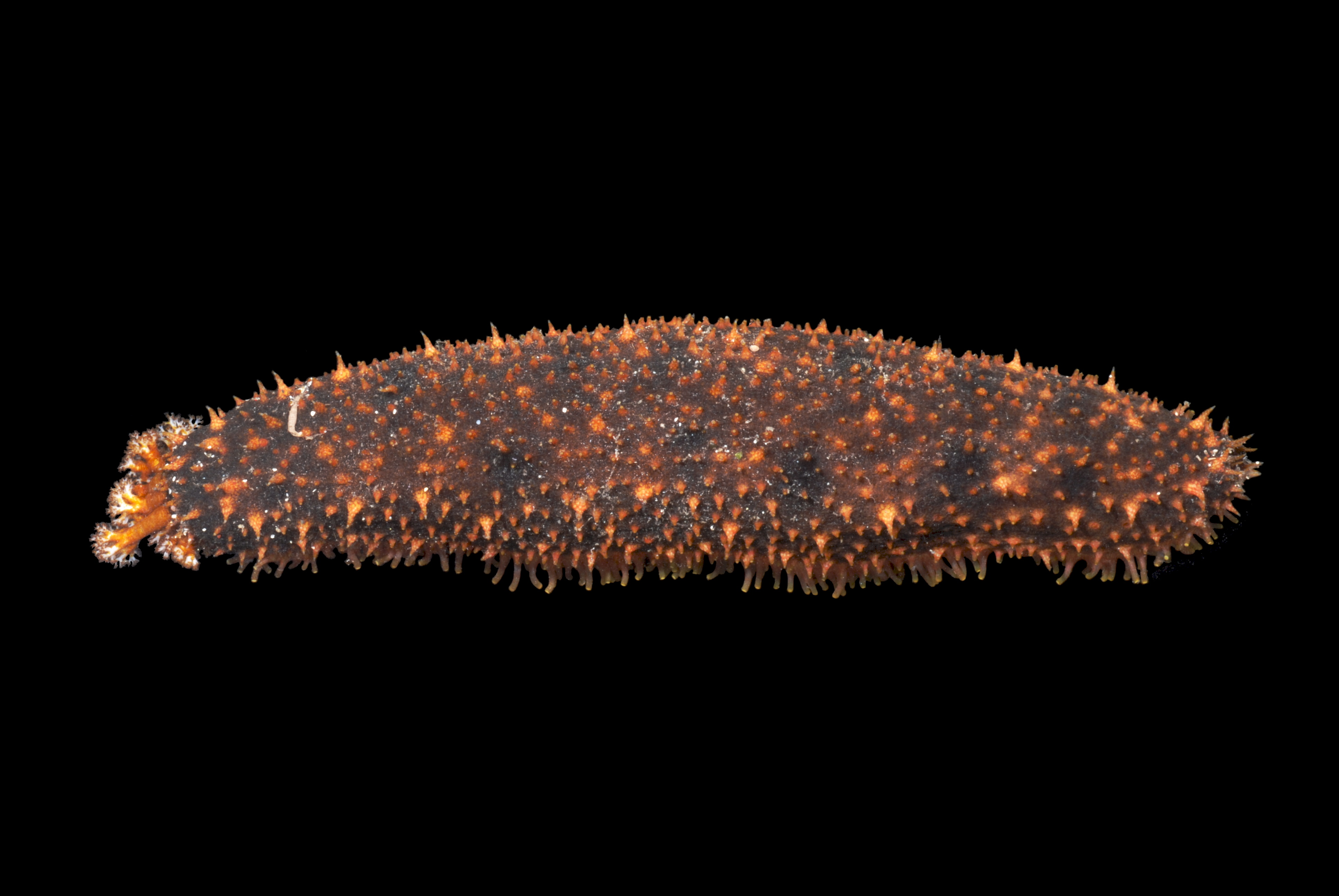
Holothuria cinerascens

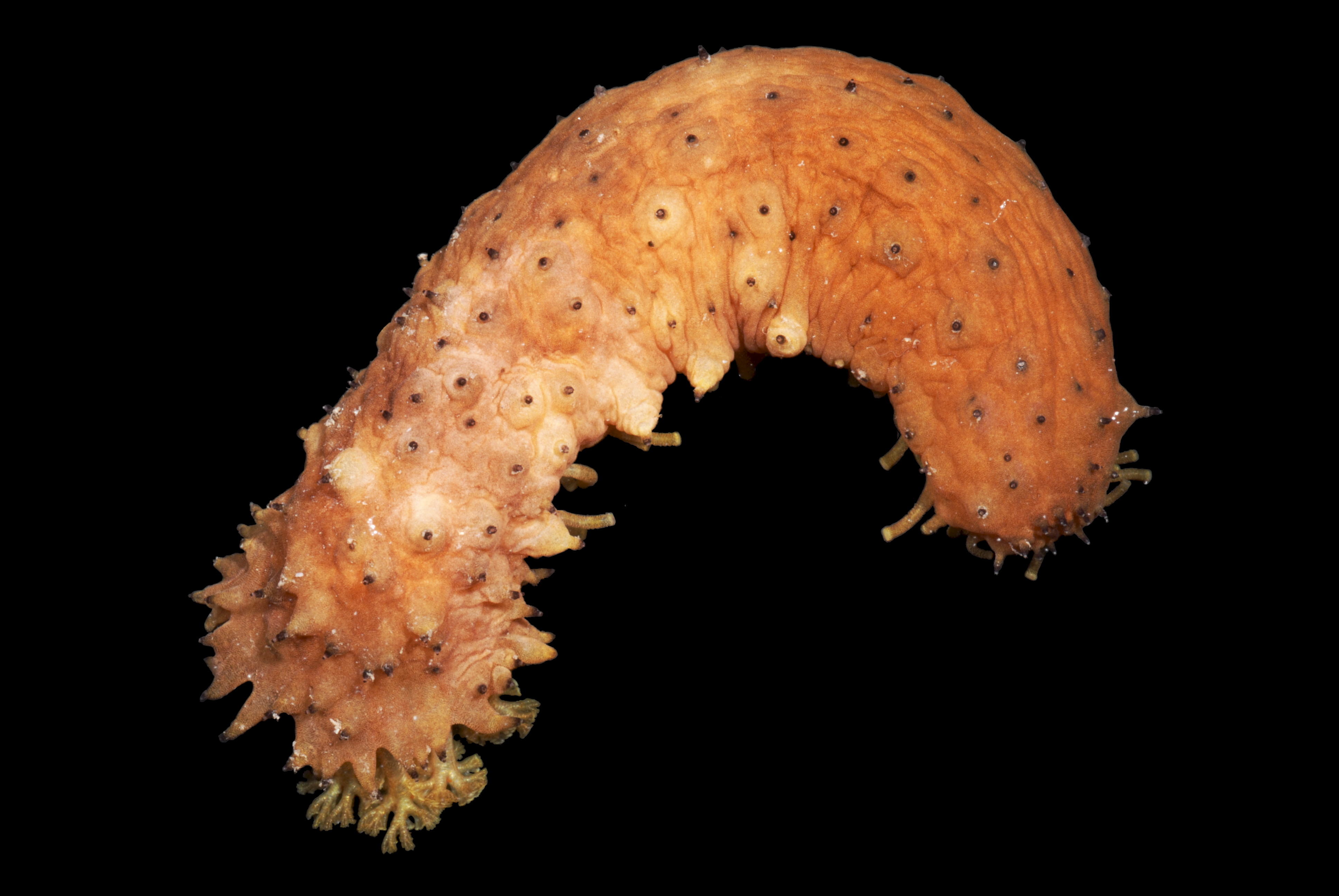
Holothuria difficilis

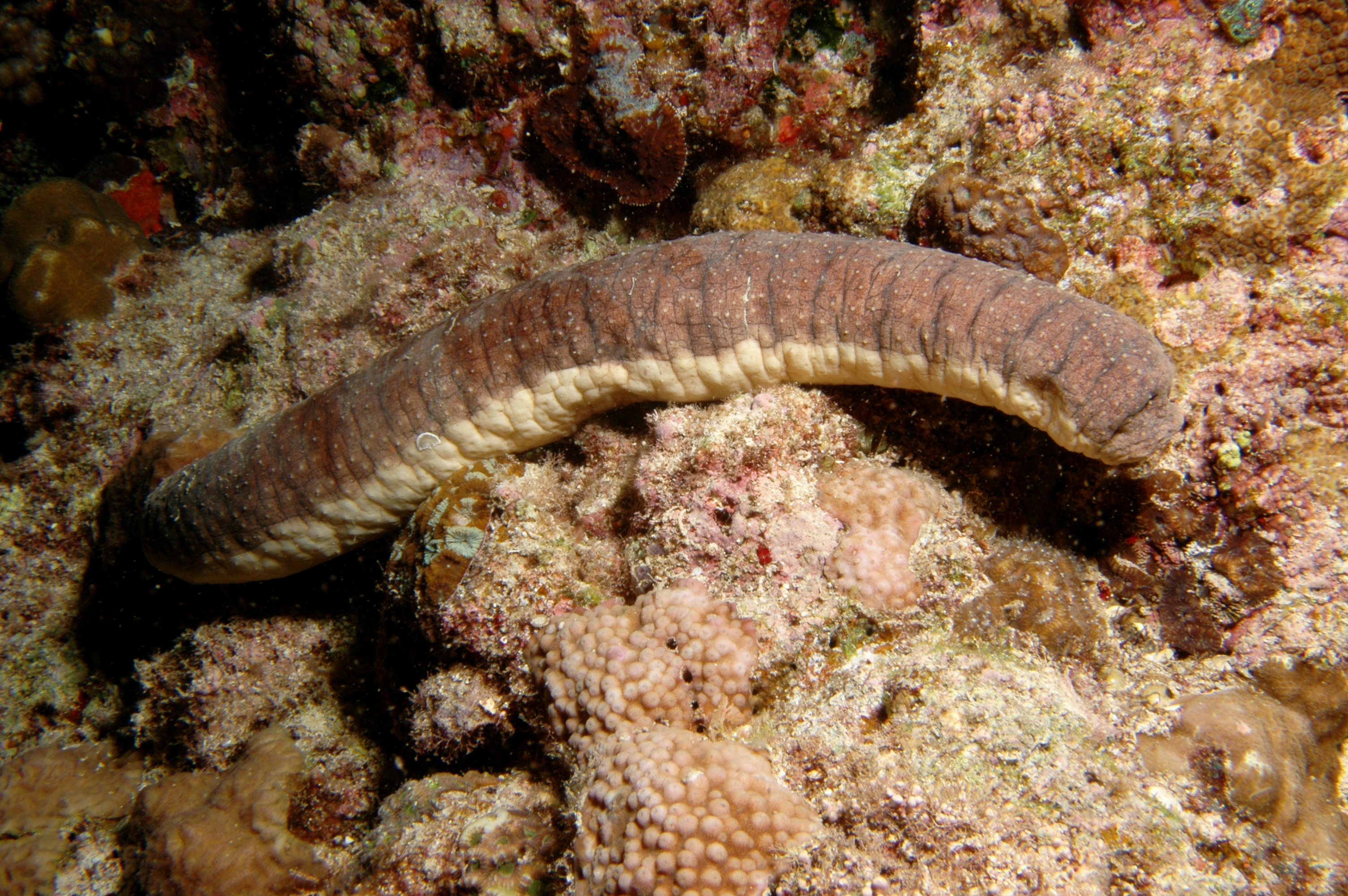
Holothuria edulis

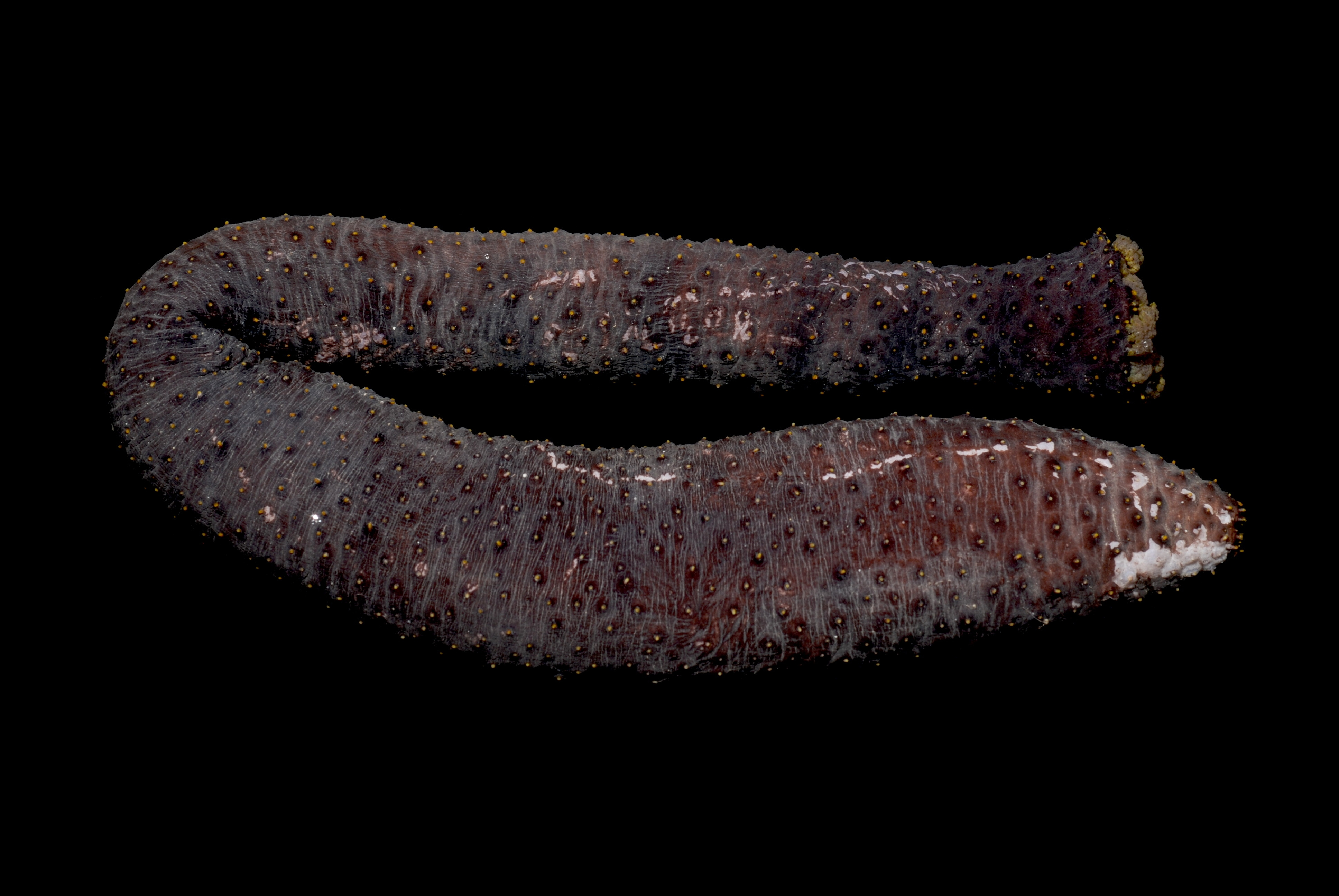
Holothuria flavomaculata

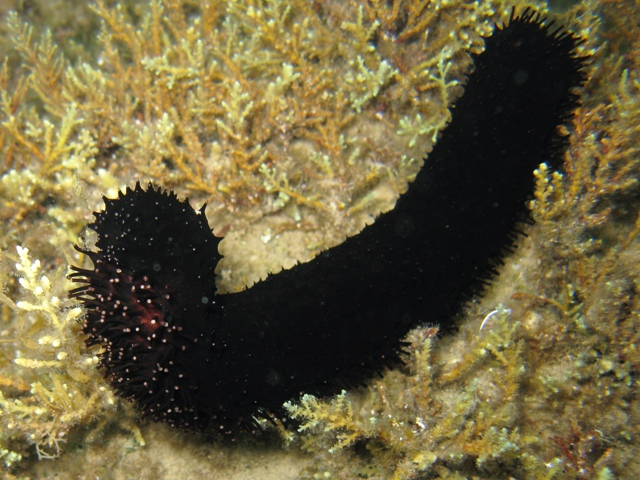
Holothuria forskali

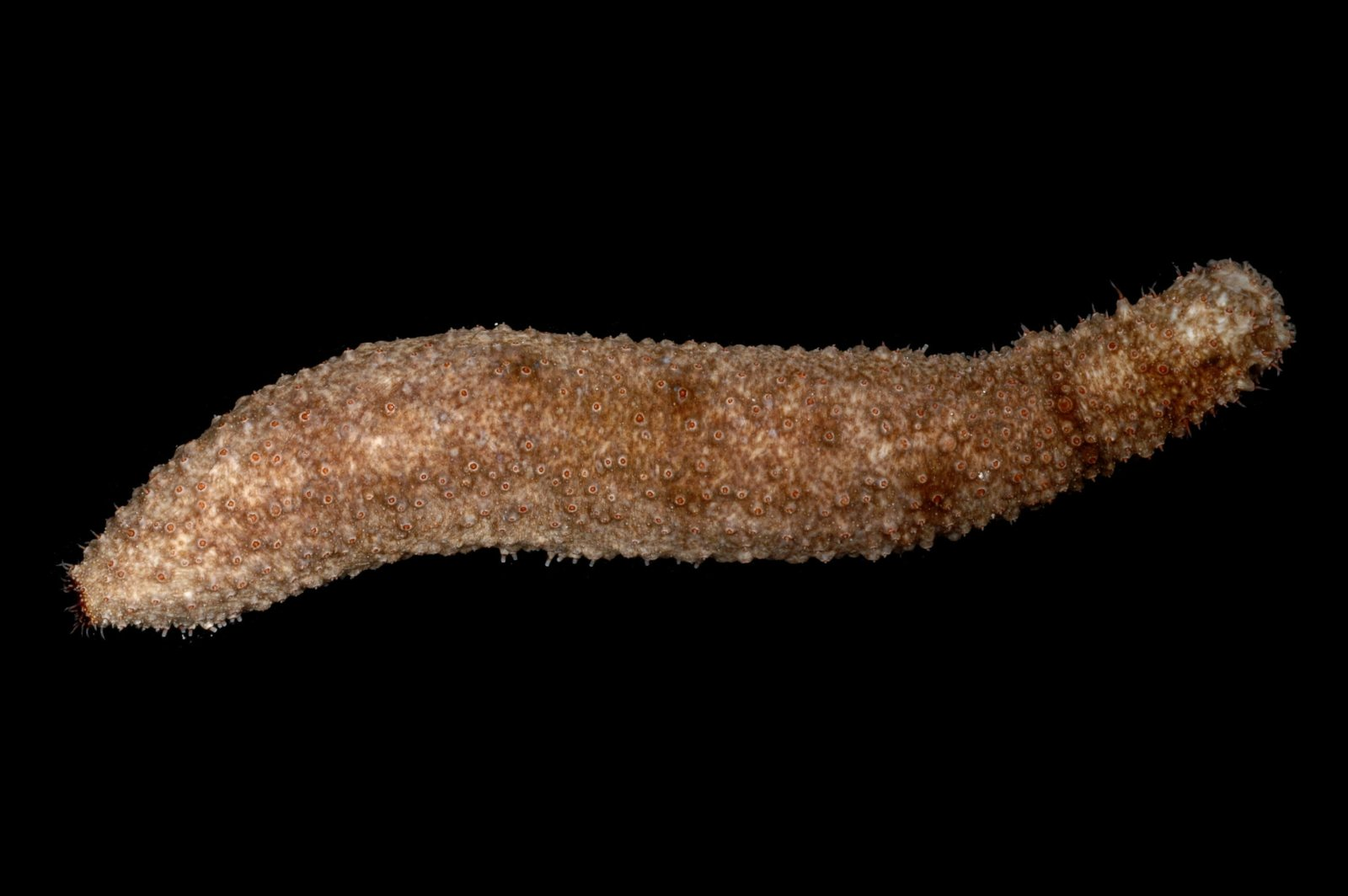
Holothuria fuscocinerea

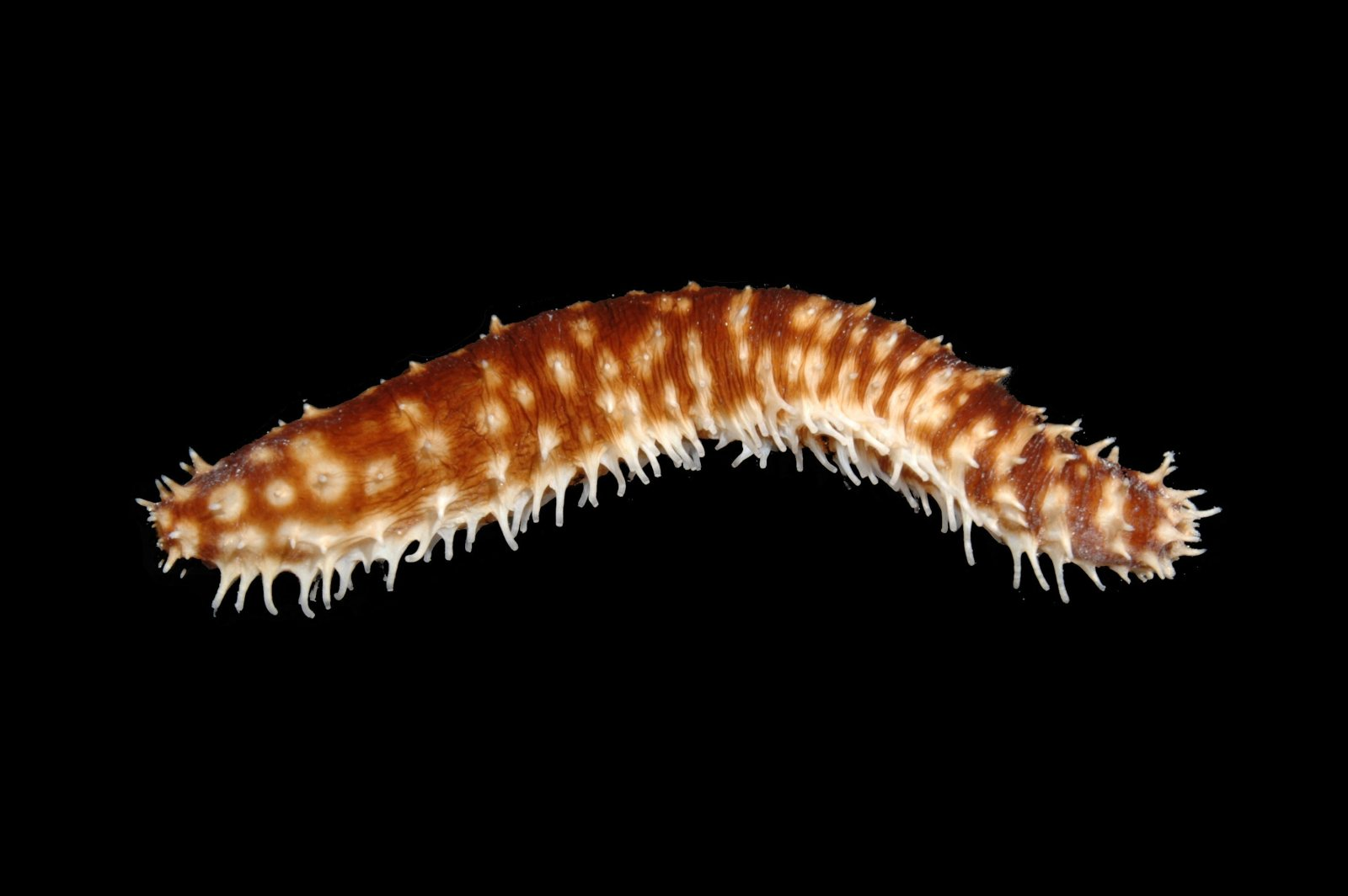
Holothuria hilla

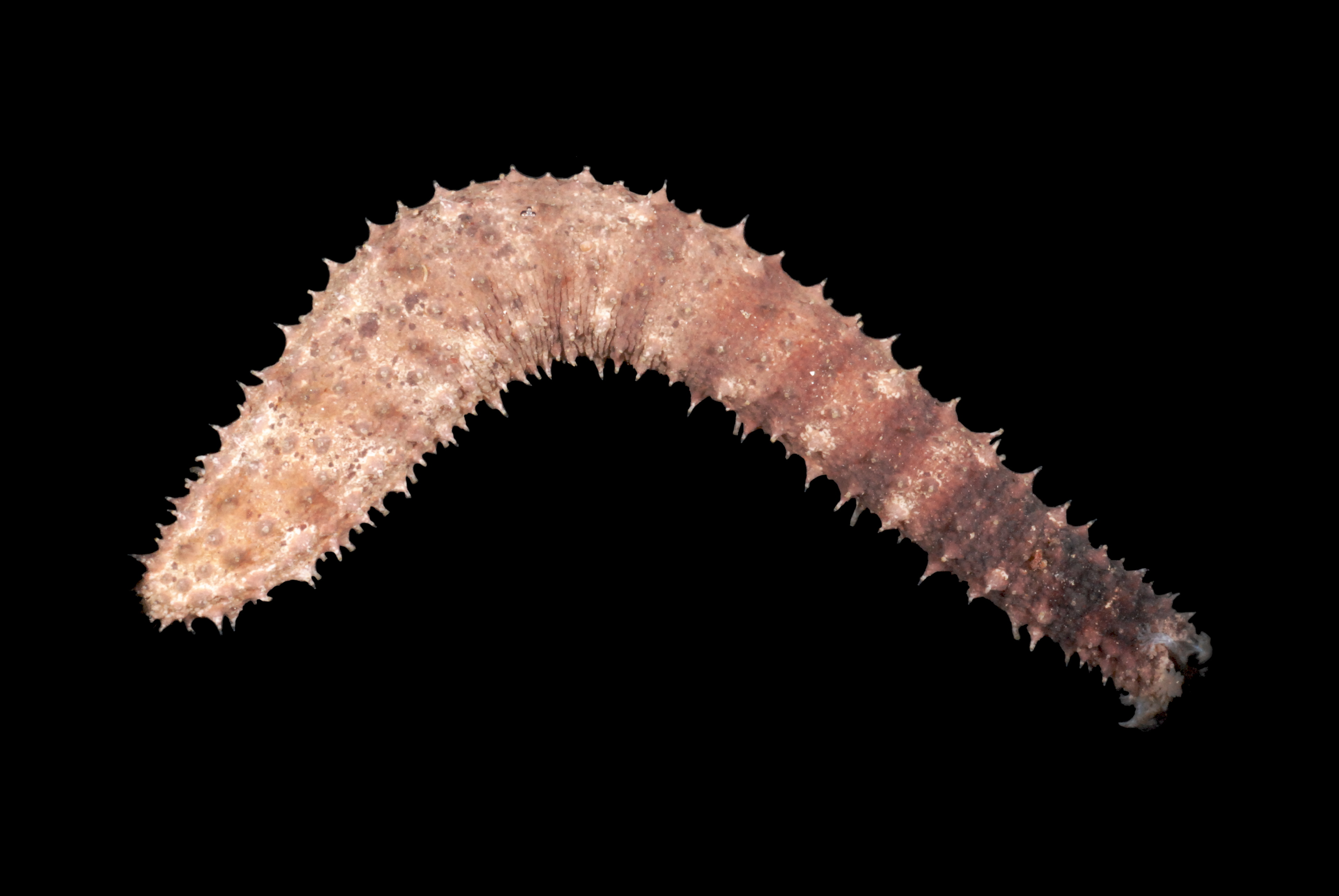
Holothuria impatiens

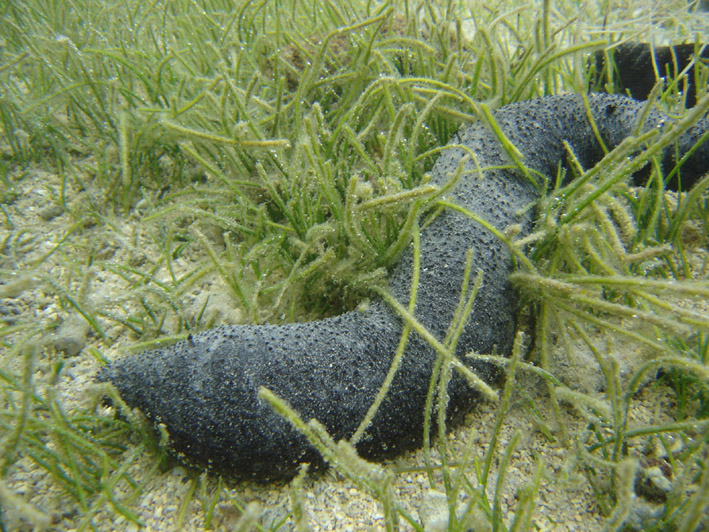
Holothuria leucospilota

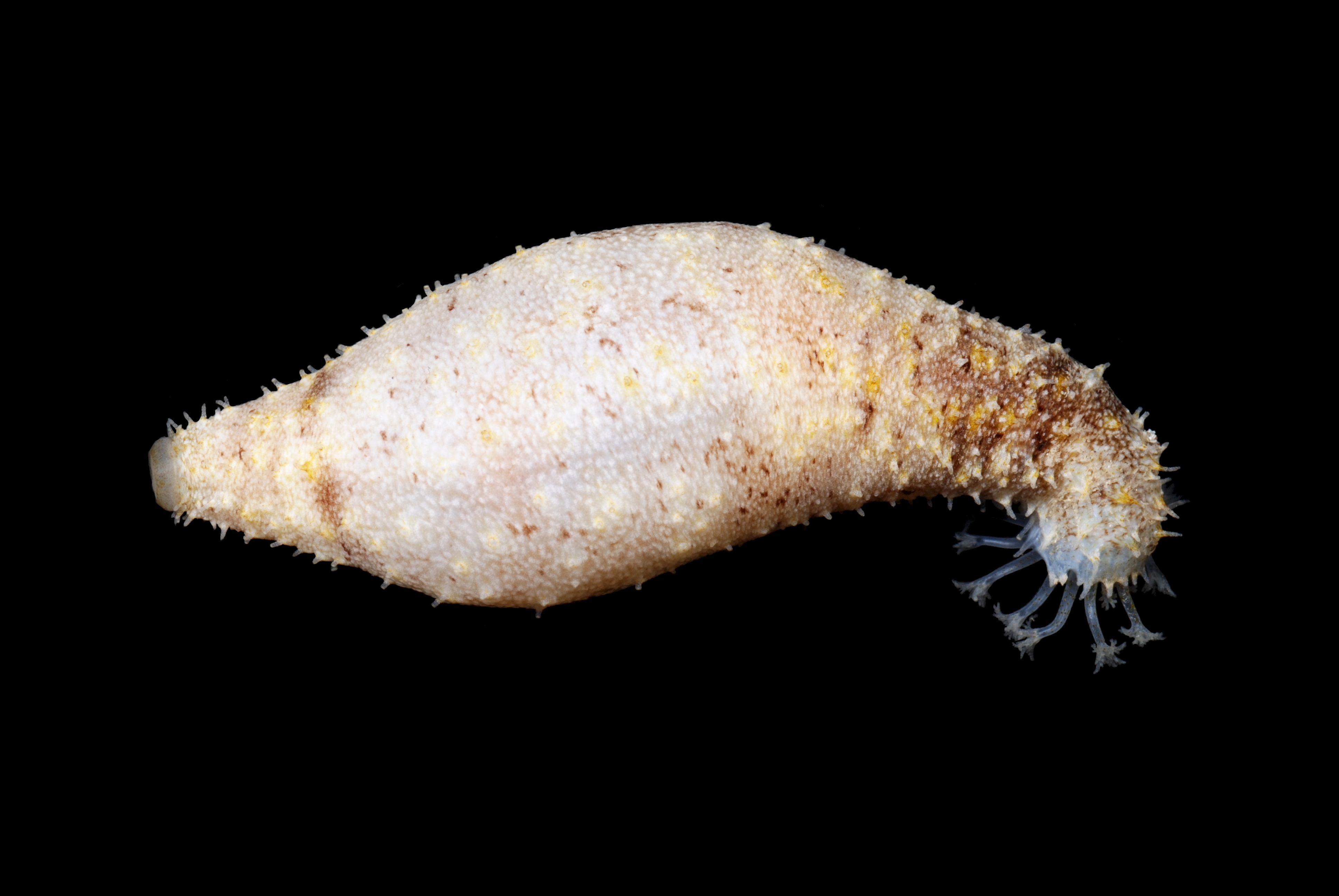
Holothuria lineata

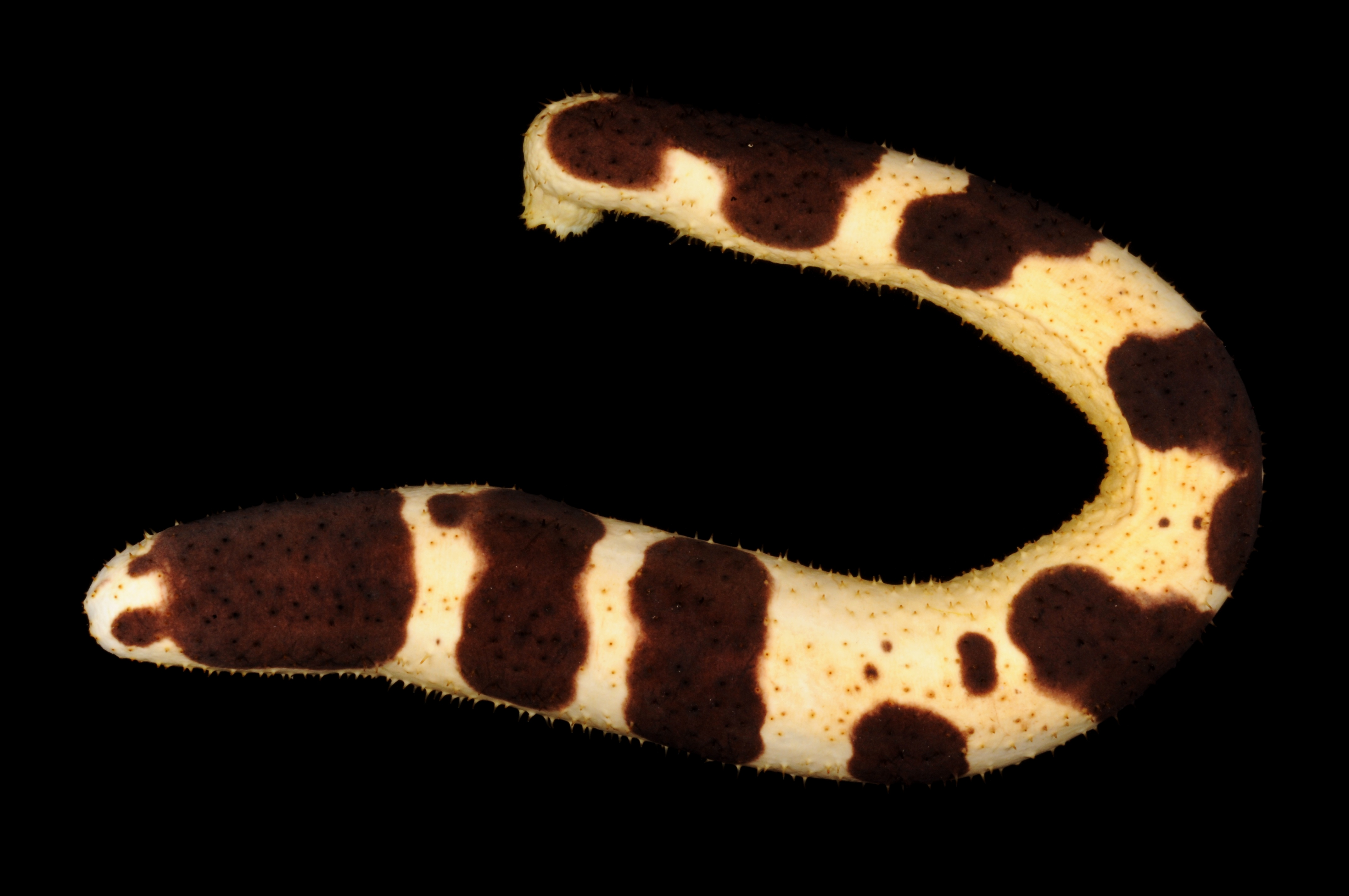
Holothuria nigralutea

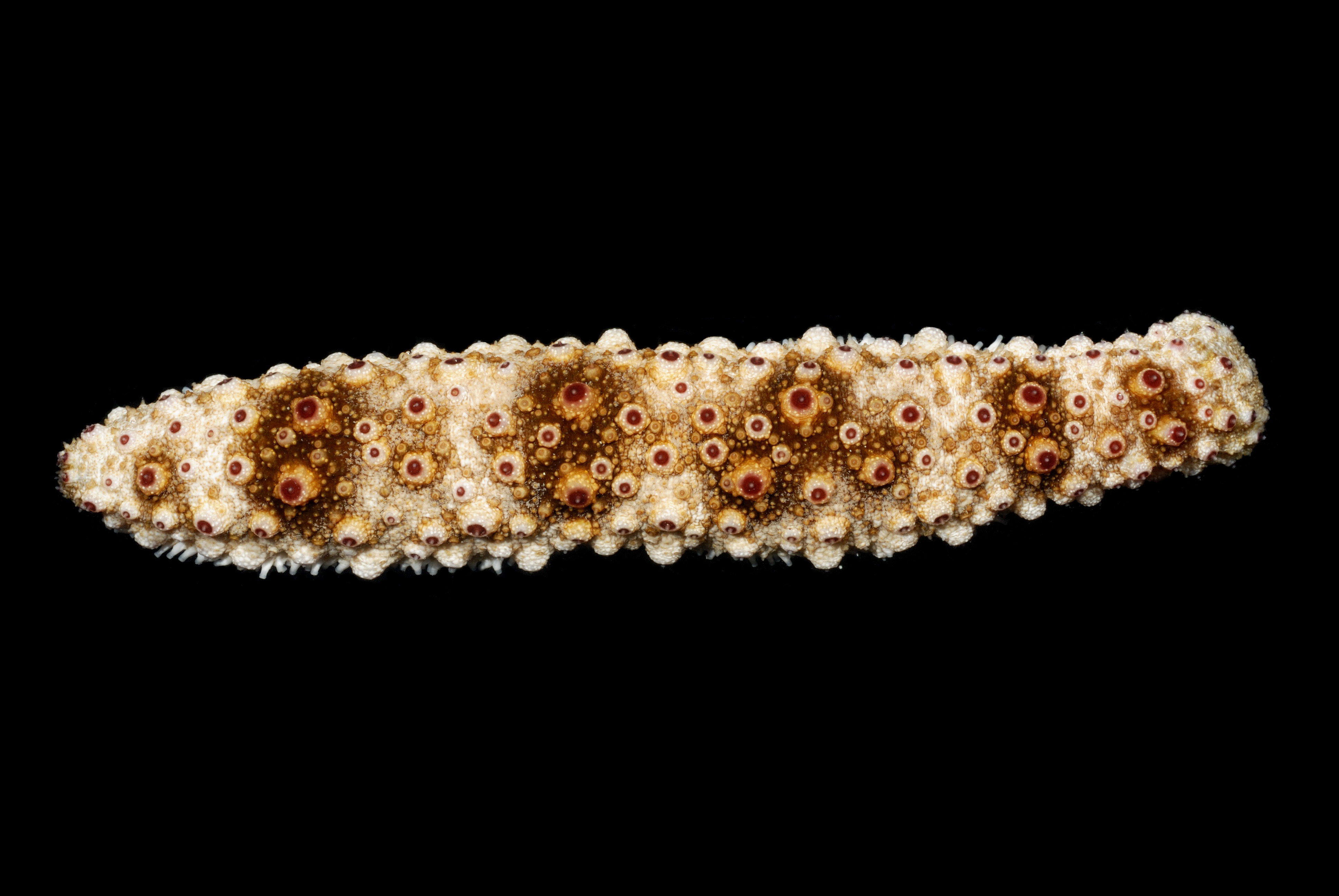
Holothuria pervicax

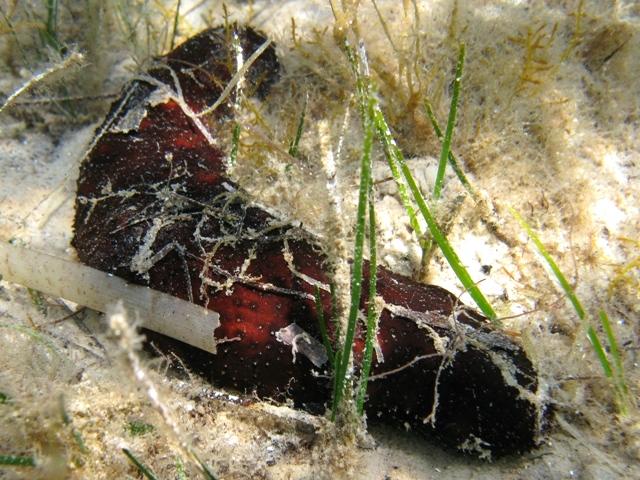
Holothuria poli

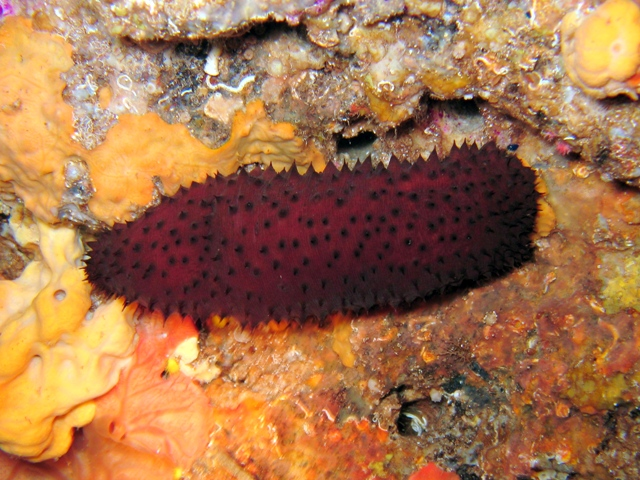
Holothuria sanctori

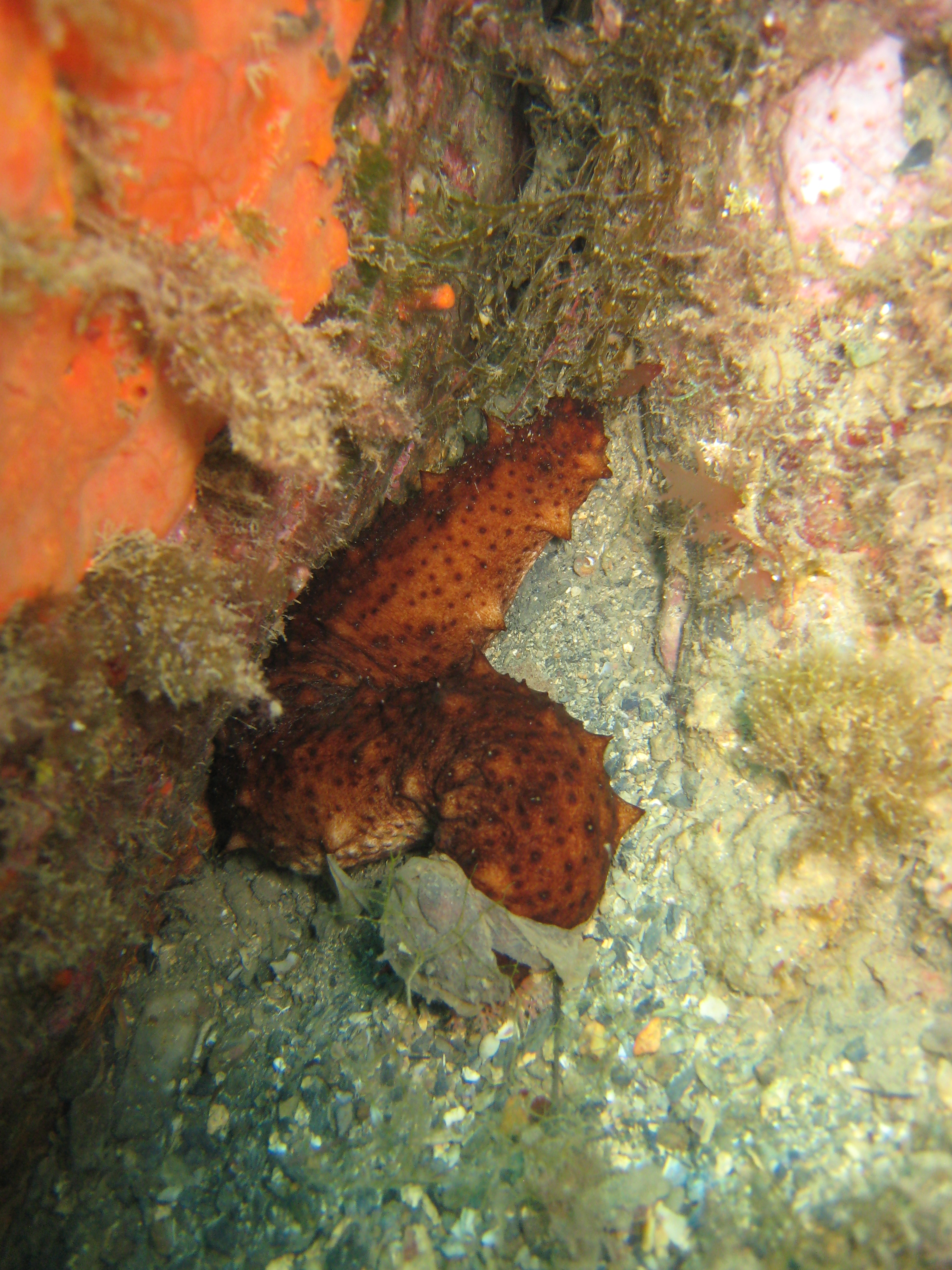
Holothuria stellati

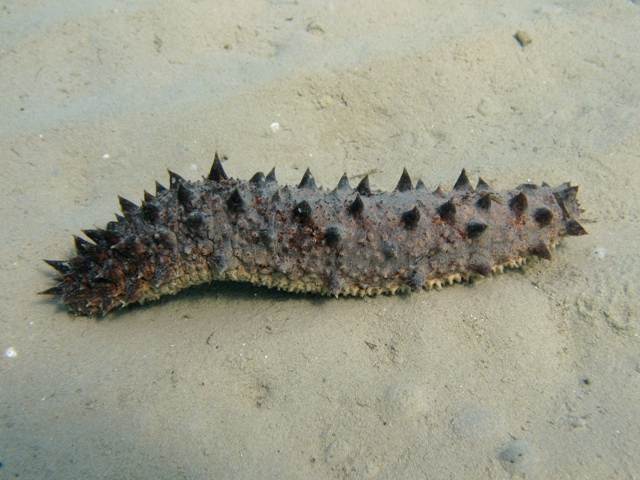
Holothuria tubulosa

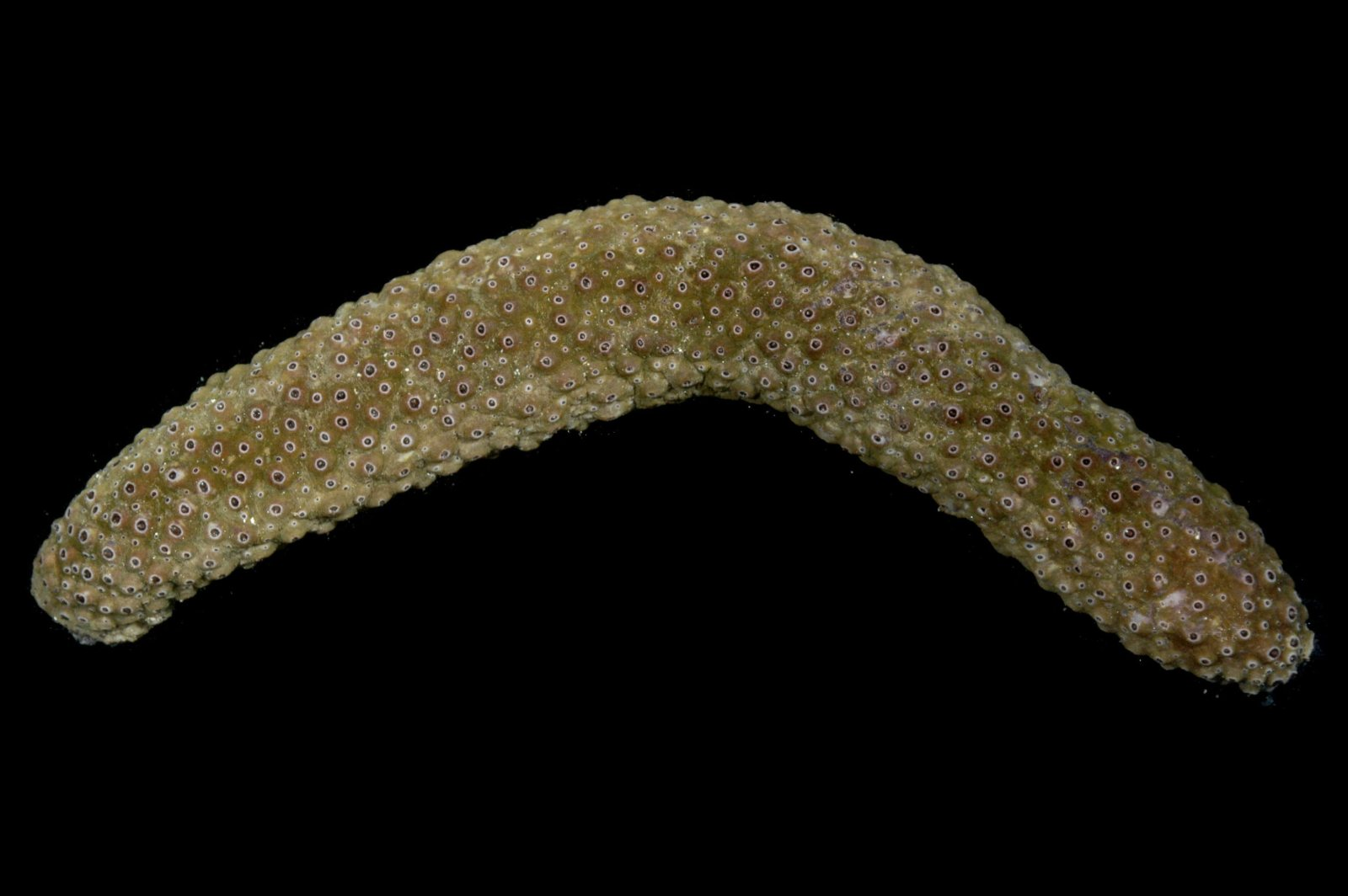
Holothuria turriscelsa

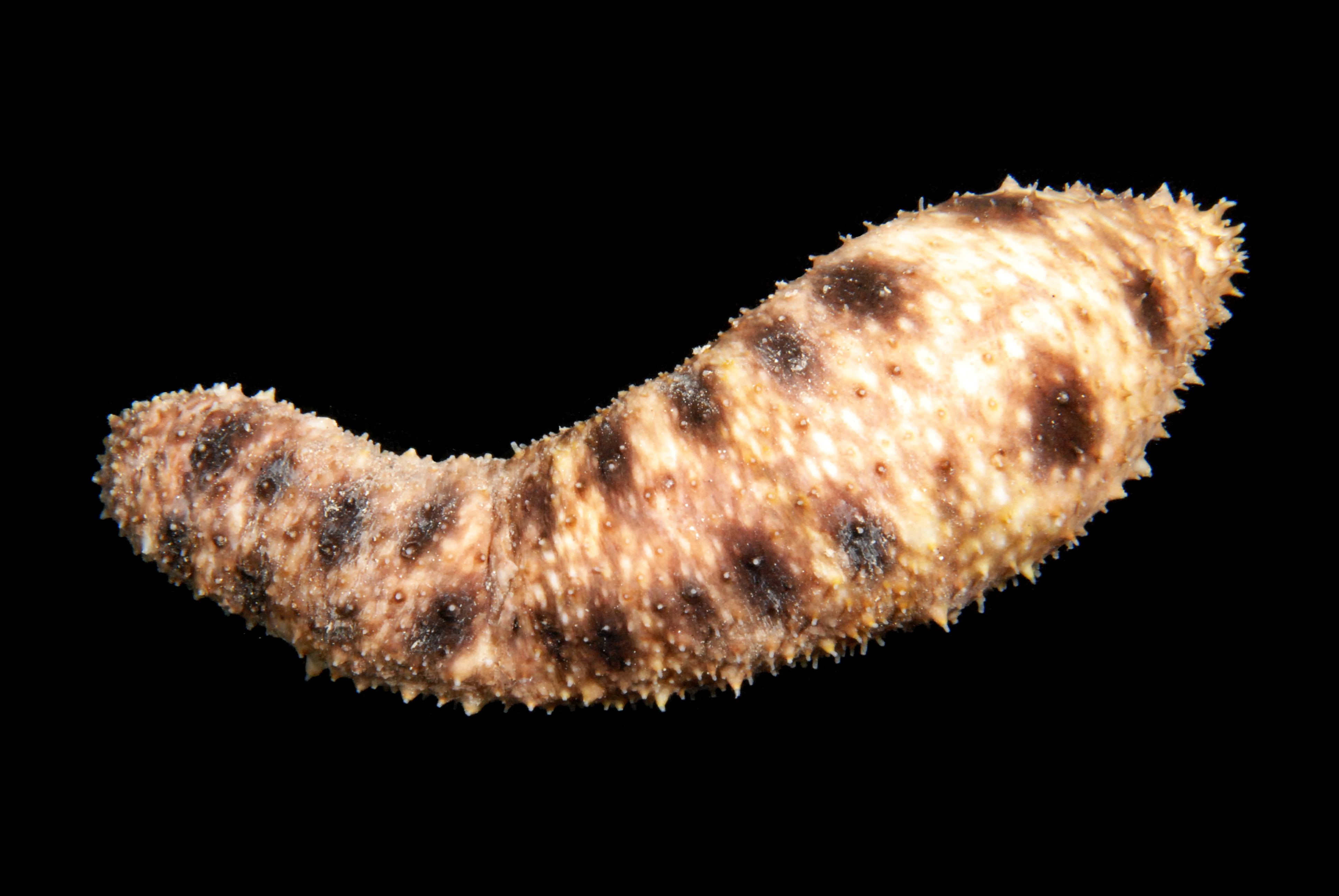
Holothuria verrucosa

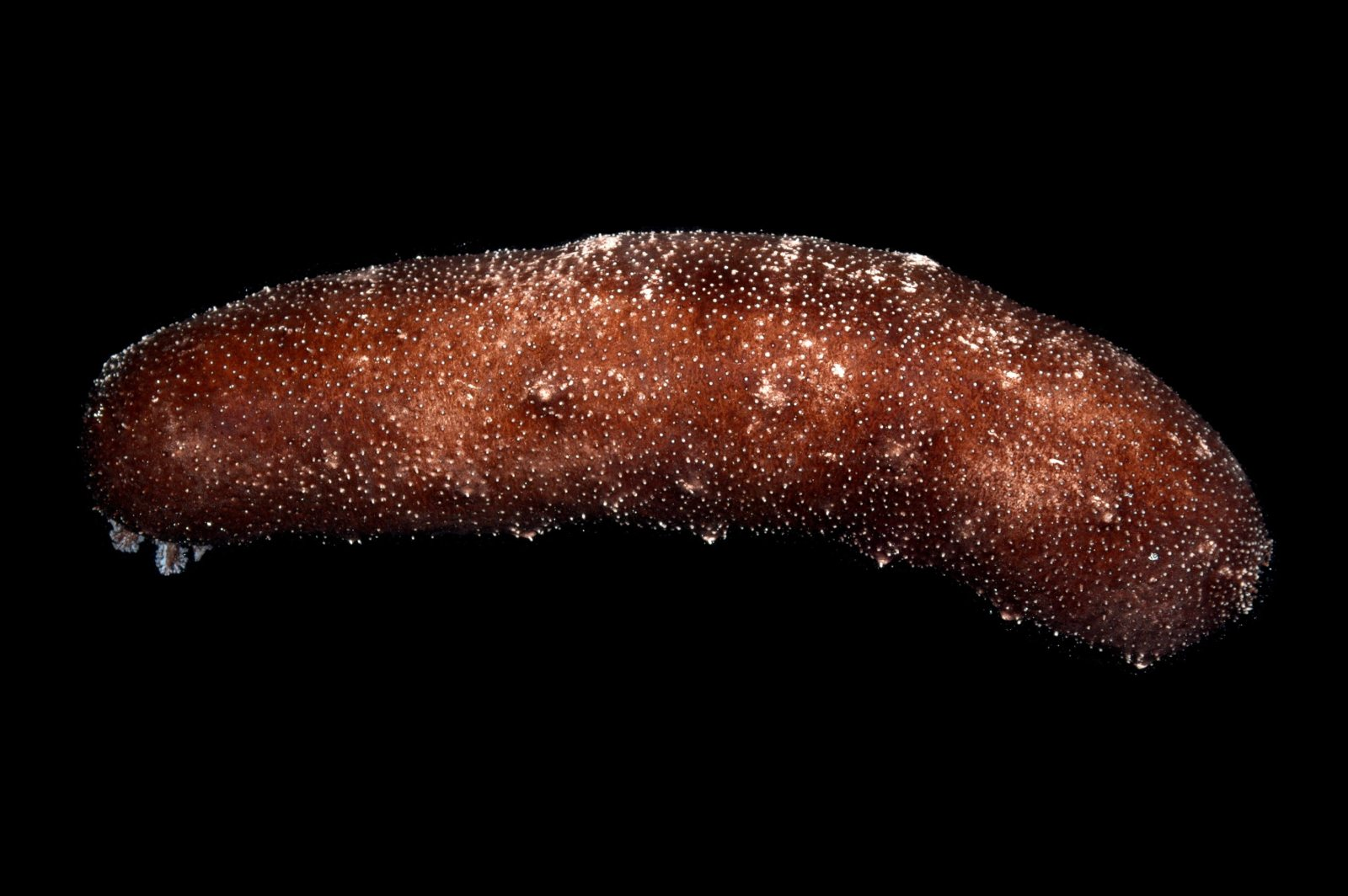
Holothuria whitmaei

- Sottogenere Holothuria (Acanthotrapeza) Rowe, 1969
  - Holothuria coluber Semper, 1868
  - Holothuria kubaryi Ludwig, 1875
  - Holothuria pyxis Selenka, 1867
  - Holothuria tripilata Massin, 1987

- Sottogenere Holothuria (Cystipus) Haacke, 1880
  - Holothuria casoae Laguarda-Figueras & Solís-Marín, 2009
  - Holothuria cubana Ludwig, 1875
  - Holothuria dura Cherbonnier & Féral, 1981
  - Holothuria inhabilis Selenka, 1867
  - Holothuria jousseaumei Cherbonnier, 1954
  - Holothuria mammosa Cherbonnier, 1988
  - Holothuria occidentalis Ludwig, 1875
  - Holothuria pseudofossor Deichmann, 1930
  - Holothuria rigida Selenka, 1867
  - Holothuria sucosa Erwe, 1919
  - Holothuria sulcata Ludwig, 1875
  - Holothuria turrisimperfecta Cherbonnier, 1965

- Sottogenere Holothuria (Halodeima) Pearson, 1914
  - Holothuria atra Jaeger, 1833
  - Holothuria edulis Lesson, 1830
  - Holothuria enalia Lampert, 1885
  - Holothuria floridana Pourtalès, 1851
  - Holothuria grisea Selenka, 1867
  - Holothuria inornata Semper, 1868
  - Holothuria kefersteinii (Selenka, 1867)
  - Holothuria manningi Pawson, 1978
  - Holothuria mexicana Ludwig, 1875
  - Holothuria nigralutea O'Loughlin in O'Loughlin, Paulay, VandenSpiegel & Samyn, 2007
  - Holothuria pulla Selenka, 1867
  - Holothuria stocki Cherbonnier, 1964

- Sottogenere Holothuria (Holothuria) Linnaeus, 1767
  - Holothuria caparti Cherbonnier, 1964
  - Holothuria dakarensis Panning, 1939
  - Holothuria fungosa Helfer, 1912
  - Holothuria helleri Marenzeller von, 1877
  - Holothuria mammata Grube, 1840
  - Holothuria massaspicula Cherbonnier, 1954
  - Holothuria stellati Delle Chiaje, 1824
  - Holothuria tubulosa Gmelin, 1791

- Sottogenere Holothuria (Lessonothuria) Deichmann, 1958
  - Holothuria cavans Massin & Tomascik, 1996
  - Holothuria cumulus Clark, 1921
  - Holothuria duoturricula Cherbonnier, 1988
  - Holothuria glandifera Cherbonnier, 1955
  - Holothuria immobilis Semper, 1868
  - Holothuria insignis Ludwig, 1875
  - Holothuria lineata Ludwig, 1875
  - Holothuria maculosa Pearson, 1913
  - Holothuria multipilula Liao, 1975
  - Holothuria pardalis Selenka, 1867
  - Holothuria tuberculata Thandar, 2007
  - Holothuria verrucosa Selenka, 1867

- Sottogenere Holothuria (Mertensiothuria) Deichmann, 1958
  - Holothuria albofusca Cherbonnier, 1988
  - Holothuria aphanes Lampert, 1885
  - Holothuria arenacava Samyn, Massin & Muthiga, 2001
  - Holothuria artensis Cherbonnier & Féral, 1984
  - Holothuria fuscorubra Théel, 1886
  - Holothuria hilla Lesson, 1830
  - Holothuria isuga Mitsukuri, 1912
  - Holothuria leucospilota (Brandt, 1835)
  - Holothuria papillifera Heding in Mortensen, 1938
  - Holothuria platei Ludwig, 1898

- Sottogenere Holothuria (Metriatyla) Rowe, 1969
  - Holothuria aculeata Semper, 1868
  - Holothuria albiventer Semper, 1868
  - Holothuria brauni Helfer, 1912
  - Holothuria conica Clark, 1938
  - Holothuria horrida Massin, 1987
  - Holothuria lessoni Massin, Uthicke, Purcell, Rowe & Samyn, 2009
  - Holothuria martensii Semper, 1868
  - Holothuria scabra Jaeger, 1833
  - Holothuria submersa Sluiter, 1901
  - Holothuria tortonesei Cherbonnier, 1979

- Sottogenere Holothuria (Microthele) Brandt, 1835
  - Holothuria fuscogilva Cherbonnier, 1980
  - Holothuria fuscopunctata Jaeger, 1833
  - Holothuria nobilis (Selenka, 1867)
  - Holothuria whitmaei Bell, 1887

- Sottogenere Holothuria (Panningothuria) Rowe, 1969
  - Holothuria austrinabassa O'Loughlin in O'Loughlin, Paulay, VandenSpiegel & Samyn, 2007
  - Holothuria forskali Delle Chiaje, 1823

- Sottogenere Holothuria (Platyperona) Rowe, 1969
  - Holothuria crosnieri Cherbonnier, 1988
  - Holothuria difficilis Semper, 1868
  - Holothuria excellens (Ludwig, 1875)
  - Holothuria insolita Cherbonnier, 1988
  - Holothuria parvula (Selenka, 1867)
  - Holothuria rowei Pawson & Gust, 1981
  - Holothuria samoana Ludwig, 1875
  - Holothuria sanctori Delle Chiaje, 1823

- Sottogenere Holothuria (Rowethuria) Thandar, 1988
  - Holothuria arguinensis Koehler & Vaney, 1906
  - Holothuria poli Delle Chiaje, 1824
  - Holothuria vemae Thandar, 1988

- Sottogenere Holothuria (Selenkothuria) Deichmann, 1958
  - Holothuria bacilla Cherbonnier, 1988
  - Holothuria carere Honey-Escandón, Solís-Marín & Laguarda-Figueras, 2011
  - Holothuria erinacea Semper, 1868
  - Holothuria glaberrima Selenka, 1867
  - Holothuria lubrica Selenka, 1867
  - Holothuria mactanensis Tan Tiu, 1981
  - Holothuria moebii Ludwig, 1883
  - Holothuria parva Krauss in Lampert, 1885
  - Holothuria parvispinea Massin, 2013
  - Holothuria portovallartensis Caso, 1954
  - Holothuria sinica Liao, 1980
  - Holothuria theeli Deichmann, 1938
  - Holothuria vittalonga Cherbonnier, 1988

- Sottogenere Holothuria (Semperothuria) Deichmann, 1958
  - Holothuria cinerascens (Brandt, 1835)
  - Holothuria flavomaculata Semper, 1868
  - Holothuria granosa Cherbonnier, 1988
  - Holothuria imitans Ludwig, 1875
  - Holothuria languens Selenka, 1867
  - Holothuria roseomaculata Kerr, 2013
  - Holothuria surinamensis Ludwig, 1875

- Sottogenere Holothuria (Stauropora) Rowe, 1969
  - Holothuria aemula Sluiter, 1914
  - Holothuria anulifera Fisher, 1907
  - Holothuria discrepans Semper, 1868
  - Holothuria dofleinii Augustin, 1908
  - Holothuria exilis Koehler & Vaney, 1908
  - Holothuria fuscocinerea Jaeger, 1833
  - Holothuria hawaiiensis Fisher, 1907
  - Holothuria mitis Sluiter, 1901
  - Holothuria modesta Ludwig, 1875
  - Holothuria olivacea Ludwig, 1888
  - Holothuria pervicax Selenka, 1867
  - Holothuria pluricuriosa Deichmann, 1937

- Sottogenere Holothuria (Stichothuria) Cherbonnier, 1980
  - Holothuria coronopertusa Cherbonnier, 1980

- Sottogenere Holothuria (Theelothuria) Deichmann, 1958
  - Holothuria asperita Cherbonnier & Féral, 1981
  - Holothuria cadelli Bell, 1887
  - Holothuria duoturriforma Thandar, 2007
  - Holothuria foresti Cherbonnier & Féral, 1981
  - Holothuria hamata Pearson, 1913
  - Holothuria imperator Deichmann, 1930
  - Holothuria klunzingeri Lampert, 1885
  - Holothuria kurti Ludwig, 1891
  - Holothuria longicosta Thandar, 2007
  - Holothuria michaelseni Erwe, 1913
  - Holothuria notabilis Ludwig, 1875
  - Holothuria paraprinceps Deichmann, 1937
  - Holothuria princeps Selenka, 1867
  - Holothuria pseudonotabilis Thandar, 2007
  - Holothuria spinifera Théel, 1886
  - Holothuria squamifera Semper, 1868
  - Holothuria turriscelsa Cherbonnier, 1980

- Sottogenere Holothuria (Thymiosycia) Pearson, 1914
  - Holothuria altaturricula Cherbonnier & Féral, 1984
  - Holothuria arenicola Semper, 1868
  - Holothuria conusalba Cherbonnier & Féral, 1984
  - Holothuria gracilis Semper, 1868
  - Holothuria impatiens (Forskål, 1775)
  - Holothuria macroperona Clark, 1938
  - Holothuria marginata Sluiter, 1901
  - Holothuria milloti Cherbonnier, 1988
  - Holothuria minax Théel, 1886
  - Holothuria rathbunii Lampert, 1885
  - Holothuria remollescens Lampert, 1885
  - Holothuria strigosa Selenka, 1867
  - Holothuria thomasi Pawson & Caycedo, 1980
  - Holothuria truncata Lampert, 1885
  - Holothuria unicolor Selenka, 1867
  - Holothuria zihuatanensis Caso, 1964

- Sottogenere Holothuria (Vaneyothuria) Deichmann, 1958
  - Holothuria integra Koehler & Vaney, 1908
  - Holothuria lentiginosa Marenzeller von, 1892
  - Holothuria sinefibula Cherbonnier, 1964
  - Holothuria suspecta Cherbonnier, 1958
  - Holothuria unica Rowe, 1989
  - Holothuria zacae Deichmann, 1937
- Holothuria albifasciatus Quoy & Gaimard, 1834
- Holothuria pyxoides Ludwig, 1888
- Holothuria riojai Caso, 1964

Specie mediterranee
Nel mar Mediterraneo sono presenti le seguenti specie:
- Holothuria forskali (Delle Chiaje, 1823)
- Holothuria helleri (Marenzeller, 1878)
- Holothuria impatiens (Forsskål, 1775))
- Holothuria mammata (Grube, 1840)
- Holothuria poli (Delle Chiaje, 1823)
- Holothuria sanctori (Delle Chiaje, 1823)
- Holothuria tubulosa (Gmelin, 1788)